# Plainville (Illinois)
Pour les articles homonymes, voir Plainville.
Plainville est un village du comté d'Adams dans l'Illinois, aux États-Unis,. À l'origine, Plainville est nommé Stone's Prairie en référence à Samuel Stone, un pionnier qui s'y est installé dès 1822. Le village est incorporé le 28 mai 1896.

## Démographie
Lors du recensement de 2010, le village comptait une population de 264 habitants. Elle est estimée, en 2016, à 261 habitants.

## Source de la traduction
- (en) Cet article est partiellement ou en totalité issu de l’article de Wikipédia en anglais intitulé « Plainville, Illinois » (voir la liste des auteurs).